# Mar Rendón
María del Mar Rendón Kalil (Guayaquil, Ecuador, 10 de noviembre del 2002), es una cantante y compositora ecuatoriana. Saltó a la fama a través del Programa de telerrealidad de TV Azteca, La Academia.

## Trayectoria artística

### Inicios
De niña le gustaba imitar y cantar como sus artistas favoritos; a los 8 años participó en un programa escolar interpretando una canción de Demi Lovato, allí sus padres descubrieron que tenía un gran talento en la música. Formó parte del coro del colegio y también empieza a tomar clases de canto.

### 2017-2022: Ecuador Tiene Talento, primeros sencillos y estudios
En 2017, participó en el Programa de telerrealidad Ecuador Tiene Talento. En 2019 lanza de manera independiente su primer sencillo, «Hoy vuelvo a ser yo». En 2021, lanza «Querida» su segundo sencillo, Ese mismo año se muda a Quito para iniciar sus estudios en producción musical.  En 2022, lanza «Si no es de ti» y «Eres tú» y además decide poner en pausa sus estudios para participar de un nuevo proyecto.

### 2022: La Academia 20 Años
En junio de 2022, es presentada como una de los participantes de La Academia 20 años de TV Azteca. Aquí logra impresionar a los críticos, quienes la definen como “una joven promesa de la música” y “una artista con proyección internacional”.
Después de dos meses y 19 conciertos, Mar se presentó en la final del reality show, obteniendo el tercer lugar de la competencia. Uno de los premios obtenidos fue un contrato con la discográfica Sony Music México para grabar dos sencillos. [cita requerida]
El 25 de agosto de 2022, lanza su primer sencillo con dicha disquera, el cover «Déjame ir», interpretado originalmente por Paty Cantú.
Para su segundo sencillo tenía la oportunidad de sacar un tema inédito, sin embargo, como un regalo para sus seguidores decide elegir «Laura no está», de Nek.
En octubre de 2022 participó en La gira de los ganadores junto a sus compañeros Cesia y Andresse, primer y segundo lugar respectivamente. La gira contempló presentaciones en Guadalajara, Monterrey, y Ciudad de México.
A finales de ese año, Mar regresa a Ecuador para abrir conciertos de artistas de talla internacional como Manuel Turizo y Carlos Vives. Además compartió escenario con Reik, Emmanuel y Mijares, y Ana Torroja

### 2023-presente: Nuevos sencillos, premios y reconocimientos
En 2023 lanza el tema «Te arde», con la cual pretende mostrar su proceso de catarsis, sanación y resiliencia a través de su música, excluyendo de toda narrativa de odio.
En junio, Mar decide participar en un concurso de Eugenio Derbez llamado «Hijos AdopTikToks 2». Entre más de 10,000 participantes de toda Latinoamérica, resultó una de las 2 ganadoras seleccionadas. Como premio tiene la oportunidad de cantar ante más de 65,000 personas en el Machaca Fest en Monterrey, México y escribir una canción junto a Jesse Huerta de Jesse & Joy, la cual se publicó a finales de año titulada «Te me vas».
Un mes después, la abogada guayaquileña María Josefa Coronel le entregó un reconocimiento del Consulado general ecuatoriano en Miami, Estados Unidos «por su talento artístico, logros obtenidos en el ámbito nacional e internacional, por llevar el nombre del país con compromiso y colaborar en el desarrollo del arte en Ecuador».
El 25 de julio, en sesión conmemorativa por la celebración de los 488 años de la fundación de la ciudad de Guayaquil, Mar recibió por parte del alcalde de la ciudad, Aquiles Álvarez, la «Presea al Mérito Cultural» por sus logros musicales en competencias de canto y talento, y por ser una artista que ha ubicado a Ecuador y Guayaquil en un sitial trascendental dentro del arte musical nacional e internacional.
En agosto lanzó de manera independiente el tema inédito «Antes de que me vaya».
En octubre colaboró en la nueva versión de «Solo dime si recuerdas» junto a Homero Gallardo y Douglas Bastidas de Tranzas.
En febrero de 2024 lanza un nuevo sencillo titulado «Solo ruido».
En abril de este mismo año hace su primera colaboración internacional con la cantante y Tiktoker mexicana Legna Hernández, con la canción «Las chicas se cuentan todo».
En mayo de 2024, lanza «Si fuera yo», cuarto sencillo que forma parte del álbum musical «La Nueva Cepa», proyecto dirigido por el productor Master Chris, en colaboración con Warner Music Latina. La canción escrita por José Daniel Zapata, Juan Esteban Zapata, Orlando Brinn, Yeison Lowis Taveras y Master Chris

## Discografía

### Sencillos
- Hoy vuelvo a ser yo (2019)
- Querida (2021)
- Si no es de ti (2022)
- Eres tú (2022)
- Déjame ir (2022)
- Laura no está (2022)
- Te arde (2023)
- Antes de que me vaya (2023)
- Te me vas (2023)
- Solo ruido (2024)
- Si fuera yo (2024)
- Nuevemil (2024)
- Tibio (2025)
- Tu me hiciste así (2025)

### Colaboraciones
- Knock On Another Door (junto a Cris Ovid) (2021)
- Feliz Navidad (junto a Lotus blue) (2022)
- ¡Únete a mi canto! [Tema para la Selección de fútbol de Ecuador en Catar 2022] (junto a Daniel Páez, Karla Kanora y Javier Neira) (2022)
- Solo dime si recuerdas (junto a Douglas Bastidas y Homero Gallardo) (2023)
- Las chicas se cuentan todo (junto a Legna Hernández) (2024)

## Filmografía

### Programas
| Año  | Programa                     | Rol                       | País    |
| ---- | ---------------------------- | ------------------------- | ------- |
| 2017 | Ecuador Tiene Talento 6      | Participante (2.º lugar)  | Ecuador |
| 2022 | La Academia 20 años          | Participante (3.ᵉʳ lugar) | México  |
| 2024 | MasterChef Celebrity Ecuador | Participante (7.° lugar)  | Ecuador |

### Teatro
| Año  | Título           | Rol        | ref    |
| ---- | ---------------- | ---------- | ------ |
| 2024 | Legalmente rubia | Elle Woods | [ 21 ] |

## Premios y nominaciones
| Año  | Premios              | Categoría                                                           | Resultado | Ref.   |
| ---- | -------------------- | ------------------------------------------------------------------- | --------- | ------ |
| 2023 | Charts Ecuador 2022  | Solista femenina                                                    | Nominada  |        |
| 2023 | Charts Ecuador 2022  | Canción del año - Déjame ir                                         | Nominada  |        |
| 2023 | Charts Ecuador 2022  | Mejor artista nuevo                                                 | Ganadora  |        |
| 2023 | Charts Ecuador 2022  | Artista pop                                                         | Ganadora  |        |
| 2023 | Rem                  | Favorito del público                                                | Ganadora  | [ 22 ] |
| 2023 | Rem                  | Artista femenina más escuchada                                      | Ganadora  |        |
| 2023 | Disco rojo           | Mejor artista femenina                                              | Nominada  |        |
| 2023 | Disco rojo           | Mejor canción pop español - Laura no está                           | Ganadora  | [ 22 ] |
| 2023 | Disco rojo           | Mejor canción pop latino - Eres tú                                  | Ganadora  |        |
| 2023 | Heat                 | Artista revelación                                                  | Nominada  |        |
| 2023 | Hacker Master Awards | Artista multiplataforma                                             | Nominada  | [ 23 ] |
| 2023 | Hacker Master Awards | Revelación musical                                                  | Ganadora  | [ 23 ] |
| 2023 | Hacker Master Awards | El fandom más viral                                                 | Ganadora  | [ 23 ] |
| 2023 | Premios Unidad       | Artista proyección del año                                          | Ganadora  |        |
| 2023 | Premios Unidad       | Artista popular de redes sociales                                   | Ganadora  |        |
| 2023 | Charts Ecuador 2023  | Artista del año                                                     | Nominada  |        |
| 2023 | Charts Ecuador 2023  | Canción del año - Laura no está                                     | Nominada  |        |
| 2023 | Charts Ecuador 2023  | Mejor solista femenina                                              | Nominada  |        |
| 2023 | Charts Ecuador 2023  | Mejor artista pop                                                   | Nominada  |        |
| 2023 | Charts Ecuador 2023  | Mejor video musical - Te Arde                                       | Ganadora  |        |
| 2023 | Charts Ecuador 2023  | Mejor artista radial                                                | Nominada  |        |
| 2024 | Rem                  | Autor más escuchado (Radio)                                         | Nominada  | [ 24 ] |
| 2024 | Rem                  | Canción más escuchada - Te Arde (Radio)                             | Nominada  |        |
| 2024 | Rem                  | Colaboración más escuchada - Tranzas, Mar y Homero Gallardo (Radio) | Nominada  |        |
| 2024 | Rem                  | Artista femenina más escuchada (Radio)                              | Ganadora  | [ 25 ] |
| 2024 | Rem                  | Artista femenina más escuchada (Plataformas)                        | Nominada  |        |
| 2024 | Disco rojo           | Mejor artista femenina                                              | Ganadora  | [ 26 ] |
| 2024 | Disco rojo           | Mejor canción pop español (Te Arde)                                 | Ganadora  | [ 26 ] |
| 2024 | Disco rojo           | Mejor canción pop balada (Antes de que me vaya)                     | Ganadora  | [ 26 ] |
| 2024 | Heat                 | Mejor artista rock                                                  | Ganadora  | [ 27 ] |